# Ruhet in Frieden – A Walk Among the Tombstones
Ruhet in Frieden – A Walk Among the Tombstones (Originaltitel: A Walk Among the Tombstones) ist ein US-amerikanischer Kriminal-Thriller aus dem Jahr 2014, der auf dem gleichnamigen Roman von Lawrence Block basiert. Regie führte Scott Frank, der auch das Drehbuch dazu schrieb.

## Handlung
Matthew Scudder, genannt Matt, ist ein ehemaliger Polizist und trockener Alkoholiker, der in New York im Jahr 1999 als unlizenzierter Privatdetektiv sein Geld verdient. Er hat seine Arbeit als Polizist aufgegeben, nachdem er in angetrunkenem Zustand zwei Schwerverbrecher und ein unbeteiligtes Kind durch einen Querschläger getötet hatte.
Er wird von dem Drogenhändler Kenny Kristo beauftragt, die Entführer und Mörder seiner Frau Carrie zu finden und zu ihm zu bringen. Anfangs lehnt Matt Scudder den Auftrag ab, doch nachdem Kristo ihm erklärt, dass Carrie zerstückelt wurde, obwohl er das Lösegeld bezahlt hatte, nimmt er den Auftrag an.
Matt findet mithilfe von Zeugen heraus, dass Carrie von zwei Männern in einen hellblauen Lieferwagen gezerrt worden war. In der Bibliothek forscht Matt nach ähnlichen Mordfällen und trifft dabei auf den obdachlosen afroamerikanischen Jungen TJ, der ihm bei der Recherche hilft. So stößt er auf den Fall der ebenfalls zerstückelten Leila Alvarez, die auf einem Friedhof gefunden wurde. Auf dem Friedhof trifft er den Friedhofswärter Jonas, der die Leiche seinerzeit fand. Dieser teilt ihm jedoch keine neuen Erkenntnisse mit. Matthew begegnet TJ wieder, der versucht, ihn zu beschatten, weil er selbst Detektiv werden will. Matt verbietet ihm, ihn weiter zu verfolgen.
Nachdem er Leilas Verlobtem einen Besuch abgestattet hat, sieht Matt durch Zufall den Friedhofswärter Jonas wieder, der anscheinend im gegenüberliegenden Haus wohnt. Dort findet er dessen Versteck auf dem Dach des Wohnhauses, von wo aus er das Mordopfer Leila Alvarez beobachten konnte. Jonas entdeckt Matthew und bedroht ihn mit einem Messer. Matthew bringt Jonas zur Vernunft und dieser erzählt schließlich von zwei Männern, von denen er weiß, dass sie bei der Drogenbehörde arbeiten, weil sie Akten über Drogendealer und ein Polizeifunkgerät dabei hatten. Jonas war bei der Entführung von Leila Alvarez anwesend und sah, wie die Frau von den beiden  Männern gequält und verstümmelt wurde. Er erzählt Matthew, er sei daraufhin geflohen, habe jedoch nicht den Mut gehabt, zur Polizei zu gehen, denn die Mörder hätten am nächsten Tag Leilas Leichenteile über den gesamten Friedhof verteilt. Jonas nennt noch den Namen eines der beiden Männer, Ray, und springt dann unvermittelt vor Matthews Augen vom Dach in den Tod.
An diesem Punkt wird klar, dass die Entführer nicht nur vom Lösegeld, sondern auch von Sadismus und Mordlust getrieben sind. Um die Spur der Täter wieder aufnehmen zu können, empfiehlt er seinem Auftraggeber, andere finanziell solvente Drogendealer vor möglichen Entführungen zu warnen. In der Zwischenzeit untersucht er einen weiteren früheren Mordfall, bei dem Marie Gotteskind, eine verdeckte Ermittlerin der Drogenbehörde, auf ähnliche Weise getötet wurde.
Kurz darauf trifft Matt TJ wieder, der ihm eine Pistole zeigt, die er aus einem Drogenversteck entwendet hat. Er rät TJ, sich lieber der Waffe zu entledigen. Matt fällt auf, dass er von einem weißen Lieferwagen verfolgt wird. Die Verfolger entpuppen sich als Agenten der Bundesdrogenbehörde, die auf ihn aufmerksam geworden sind, weil er Kontakt zum Drogendealer Kenny Kristo aufgenommen hatte. Nach einem kurzen Meinungsaustausch lassen die Ermittler ihren ehemaligen Kollegen Matt wieder laufen.
Matt will die Ermittlungen im Fall von Kennys Frau Carrie niederlegen, nachdem er herausgefunden hat, dass dessen Bruder Peter die beiden Drogenfahnder erst auf Kenny aufmerksam gemacht und sie dadurch auf die Spur von dessen Frau Carrie gebracht hatte. TJ wird unterdessen von den Dealern verprügelt, denen er die Pistole, die er jedoch nicht mehr bei sich hat, gestohlen hatte. TJ landet im Krankenhaus, wo Matt erfährt, dass TJ unter Sichelzellenanämie leidet.
Als die Entführer Lucia Landau, die 14-jährige Tochter eines weiteren Drogendealers, verschleppen und ein Lösegeld fordern, übernimmt diesmal Matt die Verhandlungen. Dabei kann er die Entführer nun mit seinen Informationen von Jonas unter Druck setzen, der ihm vor seinem Selbstmord noch den Namen "Ray" genannt hatte. Matt nennt Ray, der bisher am Telefon anonym geblieben war, bei seinem Vornamen und gibt vor, alles über ihn zu wissen. Überrascht von dieser Aussage, lassen die Entführer von weiterer Gewalt gegen Lucia ab und liefern einen Beweis dafür, dass das Mädchen noch am Leben ist. TJ, der aus dem Krankenhaus geflohen ist, soll Matthew eine kleine Kiste aus seiner Wohnung bringen. Sie enthält Matthews alte Dienstwaffen und den Mantel, den er am Tag der Schießerei zu Beginn des Films trug. Matthew, Peter, Kenny und Lucias Vater bereiten die Geldübergabe vor, bei der Lucia notfalls mit Waffengewalt befreit werden soll. Da die geforderte Lösegeldsumme nicht aufgetrieben werden kann, mischen sie Falschgeld unter die echten Geldscheine.
Als Übergabeort wird der Friedhof gewählt, auf dem zuvor die Leichenteile von Leila gefunden wurden. Nachdem Matthew das Lösegeld an Ray übergeben hat, lässt dieser die entführte Lucia frei. Albert, Rays Komplize, überprüft währenddessen das Lösegeld und findet dabei die gefälschten Geldscheine, woraufhin es zu einer Schießerei kommt. Dabei wird Peter tödlich getroffen und Matt schießt auf Ray, der trotz einer schusssicheren Weste schwer verletzt wird. Die Entführer flüchten zu ihrem Versteck, wo Albert den verletzten Ray kaltblütig erwürgt. 
TJ, der ebenfalls mit zur Geldübergabe gekommen war, hielt sich während der Schießerei im Kleinbus der Entführer versteckt. Unbemerkt verlässt er vor dem Versteck der Entführer das Fahrzeug und kann Matt und Kenny verständigen, die daraufhin das Haus betreten und Albert überwältigen. Matt überlässt Kenny die Wahl, den Mörder der Polizei zu übergeben oder Selbstjustiz zu üben. Matt geht und lässt Kenny mit dem Mann alleine. Er bringt TJ in seine Wohnung, kehrt dann aber zum Versteck der Entführer zurück. Der Mörder hat sich jedoch inzwischen befreit und Kenny getötet. Bei dem anschließenden Kampf im Keller tötet Matt Albert. Mit der U-Bahn fährt Matt nach Hause, wo er TJ schlafend vorfindet. Es deutet sich an, dass Matt sich in Zukunft um den obdachlosen Jungen kümmern wird.

## Hintergrund
Erste Pläne für eine Verfilmung des gleichnamigen Romans von Lawrence Block entstanden bereits 2002. Regie sollte Joe Carnahan führen, während Harrison Ford für die Hauptrolle vorgesehen war. Das Drehbuch wurde damals schon von Scott Frank verfasst. Aus ungenannten Gründen wurde das Projekt fallen gelassen.
Im Juni 2011 wurde das Projekt wieder aufgegriffen, wobei D. J. Caruso als Regisseur vorgesehen war.
Im Mai 2012 unterschrieb Liam Neeson den Vertrag für die Rolle des Matt Scudder. Zur gleichen Zeit wurde bekannt gegeben, dass Scott Frank selbst die Regie übernehmen solle.
Die Dreharbeiten begannen am 3. März 2013 in New York City und wurden am 9. Oktober 2013 beendet.

## Rezeption
Ruhet in Frieden – A Walk Among the Tombstones erreicht bei Metacritic einen Metascore von 57/100 Punkten, basierend auf 36 Kritiken. Bei Rotten Tomatoes sind 66 % der Kritiken positiv und ist damit „fresh“ (englisch frisch). Die Durchschnittsbewertung liegt bei 6/10 Punkten, basierend auf 107 Bewertungen. Der zusammengefasste Konsens lautet: „A Walk Among the Tombstones überwindet seine Genre-Klischees nicht komplett, aber bietet Liam Neeson in einer seiner überzeugenderen Rollen in letzter Zeit, und das ist oft genug.“
Frank Schnelle von epd Film vergab 3 von 5 Sternen. Ruhet in Frieden evoziere „die fatalistische Aura des US-Kinos der vierziger und fünfziger Jahre, eine schäbige, hoffnungslose Welt aus Gewalt und Einsamkeit“. Auf Action und Spannung verzichte der Film beinahe ganz, die Erzählung setze „ganz auf Atmosphäre und Charakter, was A Walk Among the Tombstones zu einem angenehm altmodischen, streckenweise aber auch recht ereignislosen B-Movie“ mache. Gelobt wurde die Darbietung Liam Neesons, „die zwar auch keine Überraschungen parat“ halte, „aber doch auf überzeugende Weise den gewohnten Typus“ variiere.
Björn Becher bewertete den Film in seiner Kritik auf Filmstarts mit 3,5 von 5 möglichen Sternen und schrieb, dass der Regisseur „weniger auf Action und Rätselraten als auf Atmosphäre und Figurenzeichnung“ setze. Der Thriller sei „ungemein spannend“, obwohl auf „halsbrecherische Einlagen“ oder „verblüffende Wendungen“ verzichtet werde. Neeson gebe seiner Figur einen „moralischen Kompass“, deshalb sei er fürs Publikum „auch in den schwächeren Momenten des Films der Fels in der Brandung“.
Cinema lobte die „kluge und spannende Handlung“, die auf „reißerische Schauwerte“ weitgehend verzichte. Liam Neeson überzeuge selbst in dieser „unspektakulären“ Rolle vollends.
Das Lexikon des internationalen Films urteilte, Ruhet in Frieden sei ein „in der Hauptrolle exzellent besetzter, facettenreich gespielter Neo-Noir-Thriller“, der geschickt „mit der Formelhaftigkeit des Genres“ spiele und „durch interessante Figuren eigene Akzente“ setze.